# شهرستان بیور (یوتا)
شهرستان بیور (به انگلیسی: Beaver County) یکی از شهرستان‌های ایالت یوتا است. این شهرستان بر طبق سرشماری سال ۲۰۱۰ جمعیتی معادل ۶.۶۲۹ نفر بوده و مساحت آن ۶.۷۱۰ کیلومتری مربع است.

## پیوند
- وب‌گاه رسمی